# 亞拉岡君主列表
阿拉贡统治者的列表。关于阿拉贡的历史，请参考阿拉贡王国条目。

## 希梅尼斯王朝
- 1035年-1063年 拉米罗一世
- 1063年-1094年 桑喬一世
- 1094年-1104年 佩德罗一世
- 1104年-1134年 （威武的）阿方索一世
- 1134年-1137年 拉米羅二世（修道士）
- 1137年-1162年 佩德羅尼拉

## 巴塞罗那王朝
- 1162年-1196年 （严肃的）阿方索二世
- 1196年-1213年 （虔誠的）佩德罗二世
- 1213年-1276年 海梅一世（征服者）
- 1276年-1285年 佩德罗三世
- 1285年-1291年 （坦率的）阿方索三世
- 1291年-1329年 海梅二世（正义王）
- 1327年-1336年 （善良的）阿方索四世
- 1336年-1387年 （礼貌的）佩德罗四世
- 1387年-1396年 （被遺棄的）胡安一世
- 1396年-1410年 （仁慈的）马丁一世

## 空位
1410年-1412年

## 特拉斯塔馬拉王朝
- 1412年-1416年 （誠實的）斐迪南一世
- 1416年-1458年 （宽宏的）阿方索五世
- 1458年-1479年 （偉大的）胡安二世 在反对胡安二世战争（1462年-1472年）中一度废黜

## 反对胡安二世战争时期占据王位者
（这些人都不统治仍由胡安二世控制的巴伦西亚）
- 1462年-1463年 恩里克四世 (卡斯蒂利亞)
- 1463年-1466年 佩德罗五世 (阿拉贡)
- 1466年-1472年 勒内一世 (那不勒斯)，那不勒斯国王

## 特拉斯塔馬拉王朝
- 1479年-1516年 （天主教徒）斐迪南二世

与卡斯蒂利亚合并
- 1516年—1555年 （疯女）胡安娜一世，名义上与其子卡洛斯一世共治，全部任期内都被以精神失常为由囚禁

## 西班牙哈布斯堡王朝
- 1516年-1556年 卡洛斯一世，1516—1555年间名义上与其被囚禁的母亲胡安娜一世共治
- 1556年-1598年 （謹慎的）腓力二世（腓力一世是卡斯蒂利亚国王）
- 1598年-1621年 （虔誠的）腓力三世
- 1621年-1641年 （偉大的）腓力四世，第一次在位

## 收割者战争时期占据王位的法国国王（波旁王朝）
（他们都不统治仍由腓力四世控制的巴伦西亚）
- 1641年-1643年 路易十三
- 1643年-1652年 路易十四

## 西班牙哈布斯堡王朝
- 1652年-1665年 腓力四世，第二次在位
- 1665年-1700年 （中魔者）卡洛斯二世

## 西班牙王位继承战争时期的国王
- 1700年-1705年 （猛烈的）腓力五世，波旁王朝
- 1705年-1714年 奥地利的查理大公，自称为“卡洛斯三世”

## 废除
加泰隆—阿拉贡联盟被西班牙政府合并，从此阿拉贡国王头衔废除。